# Fluoreto de cromo(V)
Fluoreto de cromo(V) é um composto inorgânico de fórmula química CrF5. É um sólido vermelho que possui o ponto de fusão a 30 °C, em meio aquoso facilmente se transforma em cromo(III) e cromo(VI). Possui a mesma configuração cristalina do fluoreto de vanádio(V). É o fluoreto de cromo de mais alta oxidação do metal.